# Michoacán
Michoacán (oficialment: Michoacán de Ocampo) és un dels 31 estats de Mèxic, a l'oest del país. Limita al nord-oest amb l'estat de Colima i Jalisco, al nord amb l'estat de Guanajuato i estat de Querétaro, a l'est amb l'estat de Mèxic, al sud-est amb Guerrero i al sud-oest amb l'oceà Pacífic. El nom de l'estat prové de la paraula indígena Mitxuacan, que en català significa "lloc de pescadors". Durant l'època prehispànica era una de les quatre províncies de la civilització purépetxa, la capital de la qual era Tzintzuntzan. Durant l'època colonial Michoacan va pertànyer a la província de Nova Galícia, sota la Nova Espanya, la capital de la qual era "Valladolid", que avui és la ciutat de Morelia.

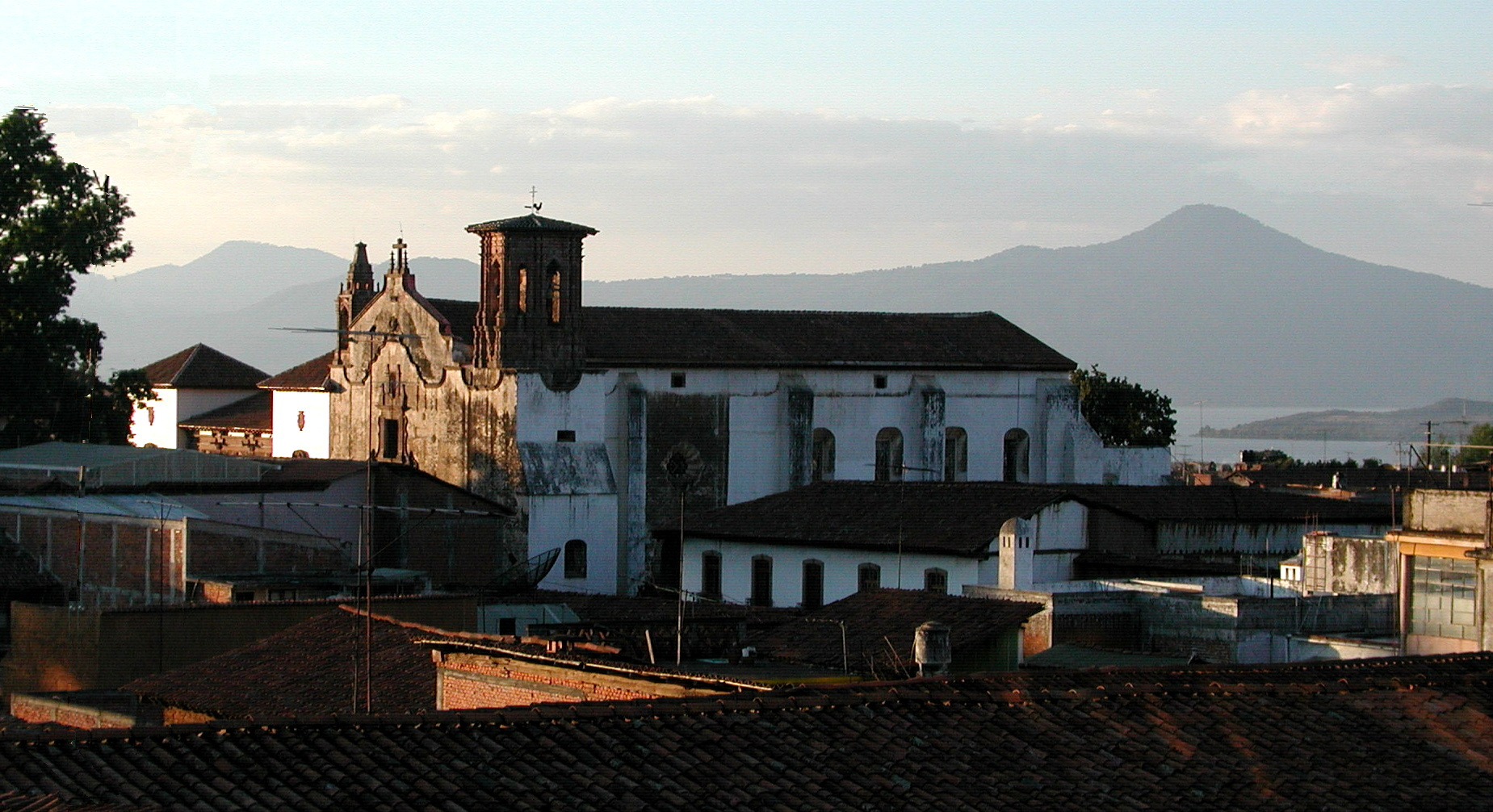
Ciutat de Pátzcuaro, a Michoacán

L'estat de Michoacán està dividit en 113 municipis. Econòmicament l'activitat principal és l'agricultura. Els productes principals són l'alvocat (el més productiu del país), cigró, llimona, sèsam, sorgo i maduixa. De la ramaderia, és un important productor de bestiar boví. També conté jaciments d'or, plata, plom, zinc, barita i coure.
L'orografia de l'estat és molt accidentada, ja que és travessat per la Sierra Nevada Mexicana i la Sierra Madre del Sur. Els llacs principals són el Cuitzeo, el Pátzcuaro i el Zirahuén. El riu més important és el riu Lerma, que abasteix la presa de Tepuxtec amb el qual es produeix energia hidroelèctrica.
A Michoacán, només el 3% de la població parla una llengua indígena. La principal llengua indígena (el 89% dels parlants de llengua indígena de l'estat) és el purépetxa, una de les 62 llengües ameríndies que són reconegudes pel govern federal.
L'any 2018, un equip internacional d'arqueòlegs va descobrir a la zona d'Angamuco un jaciment que antigament havia acollit la que probablement va ser la ciutat més gran de Mesoamèrica, amb una extensió de 35 km². En tan sols un kilòmetre quadrat van trobar-hi fins a 1.500 restes arqueològiques de la gran ciutat de la cultura purépetxa. S'hi van detectar més de 40.000 fonaments d'edificacions, i les restes de piràmides i places obertes que s'agrupaven en vuit àrees del centre de la urbs prehispànica. Gràcies a la tecnologia d'escàner amb làser i a un sistema GPS es va fer la reconstrucció digital de la ciutat, que també va ajudar a detectar-ne la seva ubicació i a poder-ne determinar la magnitud, així com també a conèixer-ne el traçat i la seva organització urbana. Els elements més antics daten de l'any 900. Un dels arqueòlegs va remarcar com de rellevant resultava que la mida del jaciment d'Angamuco fos tan gran en una època en la qual generalment les civilitzacions vivien en ciutats petites, tret de Tenochtitlán, i va explicar que segurament la ciutat va ser habitada per més de 100.000 persones entre els anys 1000 i 1350.